# Microrregión de Baturité
La microrregión de Baturité es una de las microrregiones del estado brasileño del Ceará perteneciente a la mesorregión Norte Cearense. Su población fue estimada en 2005 por el IBGE en 184.010 habitantes y está dividida en once municipios. Posee un área total de 2.695,985 km².

## Municipios
- Acarape
- Aracoiaba
- Aratuba
- Baturité
- Capistrano
- Guaramiranga
- Itapiúna
- Mulungu
- Pacoti
- Palmácia
- Redenção

- Datos: Q2718170